# カルス (都市)
カルス（トルコ語: Kars）は、トルコ北東部の都市であり、カルス県の県都。アルメニアとの国境から45km。アルメニア語ではԿարսまたはՂարս Ghars、グルジア語ではყარსი Karsi。ロシア語ではКарс。ギリシア語及びギリシア語ポントス方言ではΚαρς Kars。2011年の人口は73,836人。トルコ＝アルメニア国境地帯にあるトルコ最大の都市である。
928年から961年まで、今日のアルメニア共和国からトルコ共和国東部までの広い範囲を領土としたバグラトゥニ朝アルメニアの首都だった。19世紀には都市としての重要性を増し、1877年から1878年にかけての露土戦争の結果として、帰属がオスマン帝国からロシア帝国に移った。第一次世界大戦中の1918年にはオスマン帝国がカルスを占領したが、オスマン帝国はムドロス休戦協定によって、アルメニア第一共和国に対してカルスを放棄することを余儀なくされている。1920年末のトルコ＝アルメニア戦争中にもトルコがカルスを占領。1921年には、トルコ大国民議会、アルメニア・ソビエト社会主義共和国、アゼルバイジャン民主共和国、グルジア民主共和国の間でカルス条約が締結され、カルスをトルコ領とする国境線が確定した。

## 語源
古代ローマのストラボンが書いた『地理誌』では、古代アルメニアの中の「Chorzene」として言及されている。「Kars」という名称の起源は、「門」を意味するグルジア語の単語「კარი」(kari)に由来するとする説がある。一方で、「花嫁」を意味するアルメニア語の単語「հարս」(hars)や、さらには「Kaṛuts要塞」を意味する「կառուց բերդ」(kaṛuts berd)に由来するとする説もある。

## 歴史

### 中近世

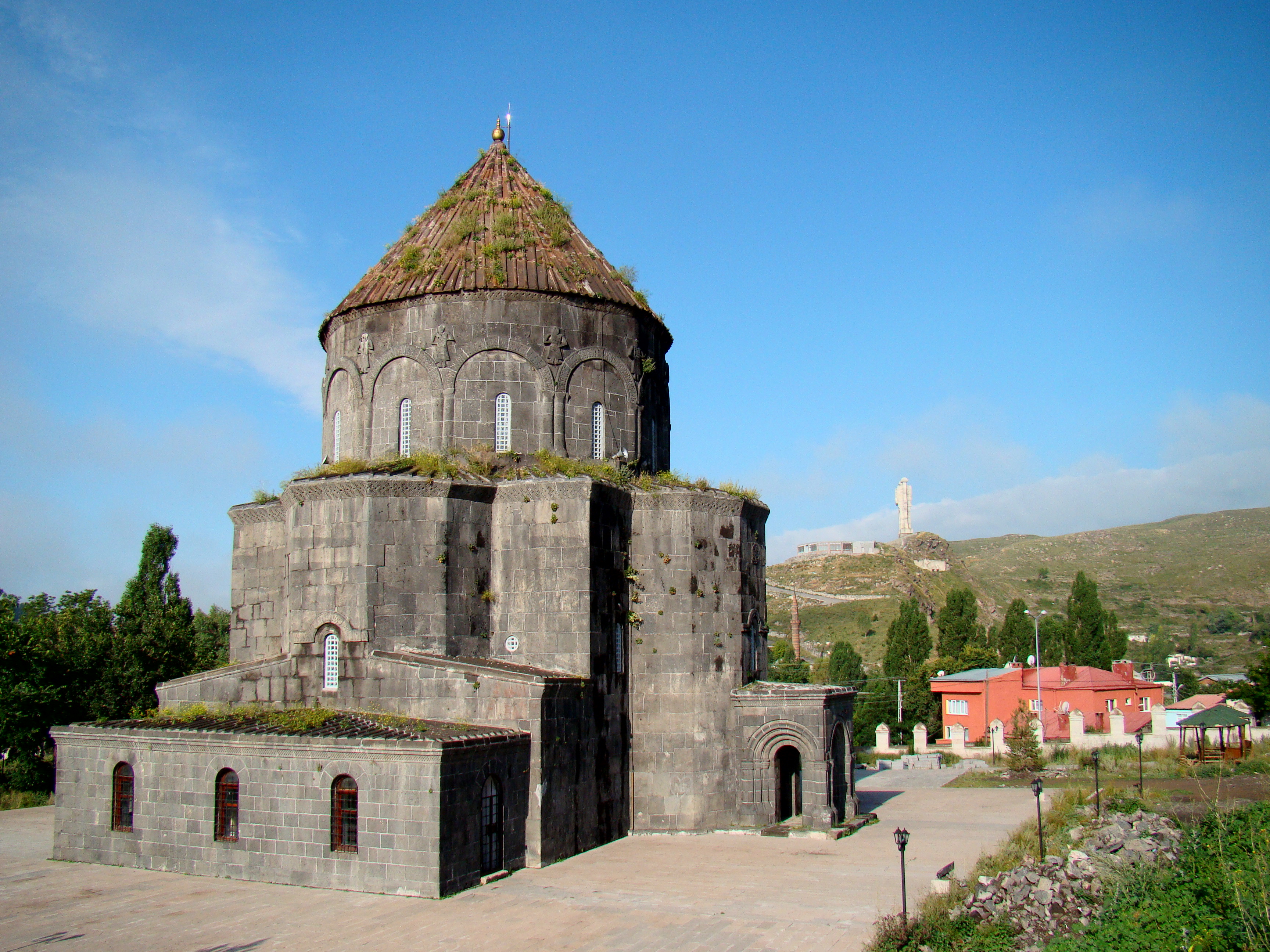
10世紀に建設されたカルス大聖堂を現在モスクとして使用

中世のアルメニアの歴史家は、カルスのことを「Karuts' K'aghak」（カルス市）、「Karuts' Berd」「Amrots'n Karuts」（それぞれカルスの要塞）、「Amurn Karuts」（堅固なカルス）など様々な名前で言及している。9世紀のある時点（888年以前）にはバグラトゥニ家の領有地となり、バグラトゥニ朝アルメニアのアショト2世の治世の928年には、シラカヴァンからカルスに首都が移された。928年から961年までカルスはアルメニア王国の首都であった。929年にはアショト2世が死去してアバス1世が即位し、アバス1世は要塞を強化してカルスの防御力を高めた。バグラトゥニ朝期には後に聖使徒教会としても知られるカルス大聖堂が建設されている。

10世紀から11世紀のバグラトゥニ朝アルメニアの版図

961年にアショト3世が首都をカルスからアニに移すと、カルスはVanandと呼ばれる別の独立した王国の首都となった。この王国のバグラトゥニ朝からの独立度合いは定かでなく、常にバグラトゥニ朝の支配者の親族の所有下にあった。1045年にはバグラトゥニ朝が東ローマ帝国に降伏し、1064年にはアルプ・アルスラーンに率いられたセルジューク朝軍によってアニが奪われると、カルスのアルメニア王だったガギク・アバスは勝利したトルコ人に対して敬意を表したため、セルジューク朝軍がカルスを包囲することはなかった。1064年にはカルスが東ローマ帝国に併合されたが、その後すぐにセルジューク朝が支配権を奪った。1206年から1207年、アニの統治者であったザカリアン家のザカレ2世がカルスを占領し、カルスはザカリアン家が支配したアルメニアの一部となった。1230年代末までザカリアン家による支配が続き、その後トルコの支配下に入った。1387年にはティムール帝国のティムールに対して降伏し、この戦いの中で要塞が被害を受けた。

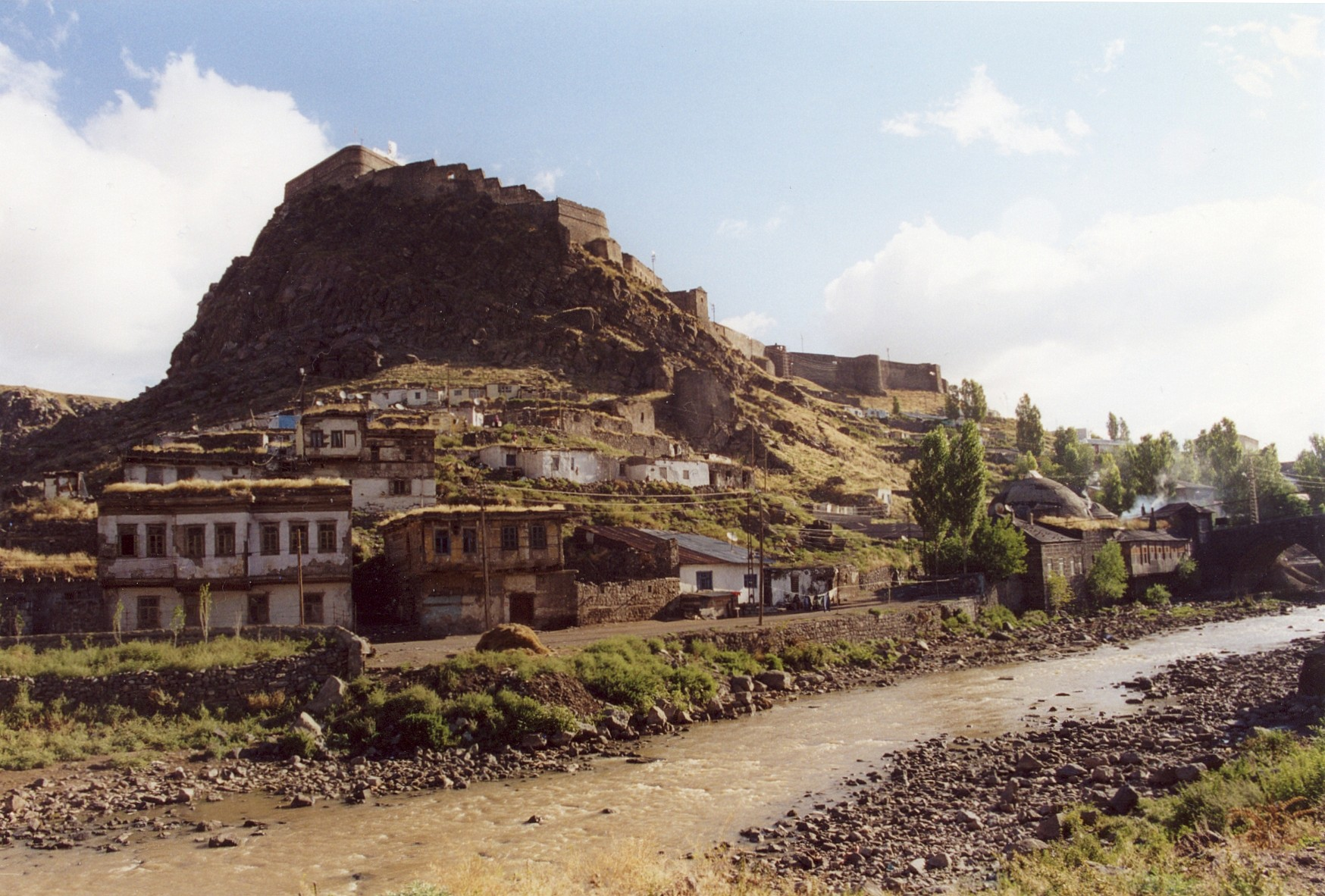
カルス城塞

ベイリク各国が続き、その後は黒羊朝の、やがて白羊朝の支配を受けると、16世紀初頭にはイスマーイール1世によって新たに成立したサファヴィー朝の支配下に入った。第一次オスマン・サファヴィー戦争後の1555年にアマスィヤの講和が結ばれると、アナトリア東部の他地域同様にふたつの敵対する帝国の緩衝地帯となり、既存の要塞は即座に破壊された。第二次オスマン・サファヴィー戦争中の1585年、オスマン帝国はカルスとタブリーズを占領した。第三次オスマン・サファヴィー戦争中の1604年6月8日にも両国が激突し、サファヴィー朝の支配者であるアッバース1世はオスマン帝国からカルスを奪い返した。1639年にはゾハーブ条約によってオスマン帝国とサファヴィー朝の国境線が確定し、カルス要塞より西側はオスマン帝国領となった。
オスマン帝国のムラト3世（在位1574年-1595年）はカルスの要塞群を再建していた。1604年にはサファヴィー朝のアッバース1世がカルスからアニまでのオスマン帝国領土の大部分を荒廃させ、多くのアルメニア人がペルシア領アゼルバイジャンに移住した。1731年にはアフシャール朝ペルシアのナーディル・シャーによる包囲を耐えた。カルスはイェニ・パザル・サンジャク（オスマン帝国の第一級地域区分）であるErzurum Vilayet州の州都となっている。オスマン・サファヴィー戦争 (1743年–1746年)中の1745年8月には、ナーディル・シャーに率いられたペルシア帝国の大軍がカルスに進軍した。

### ロシアの主権下

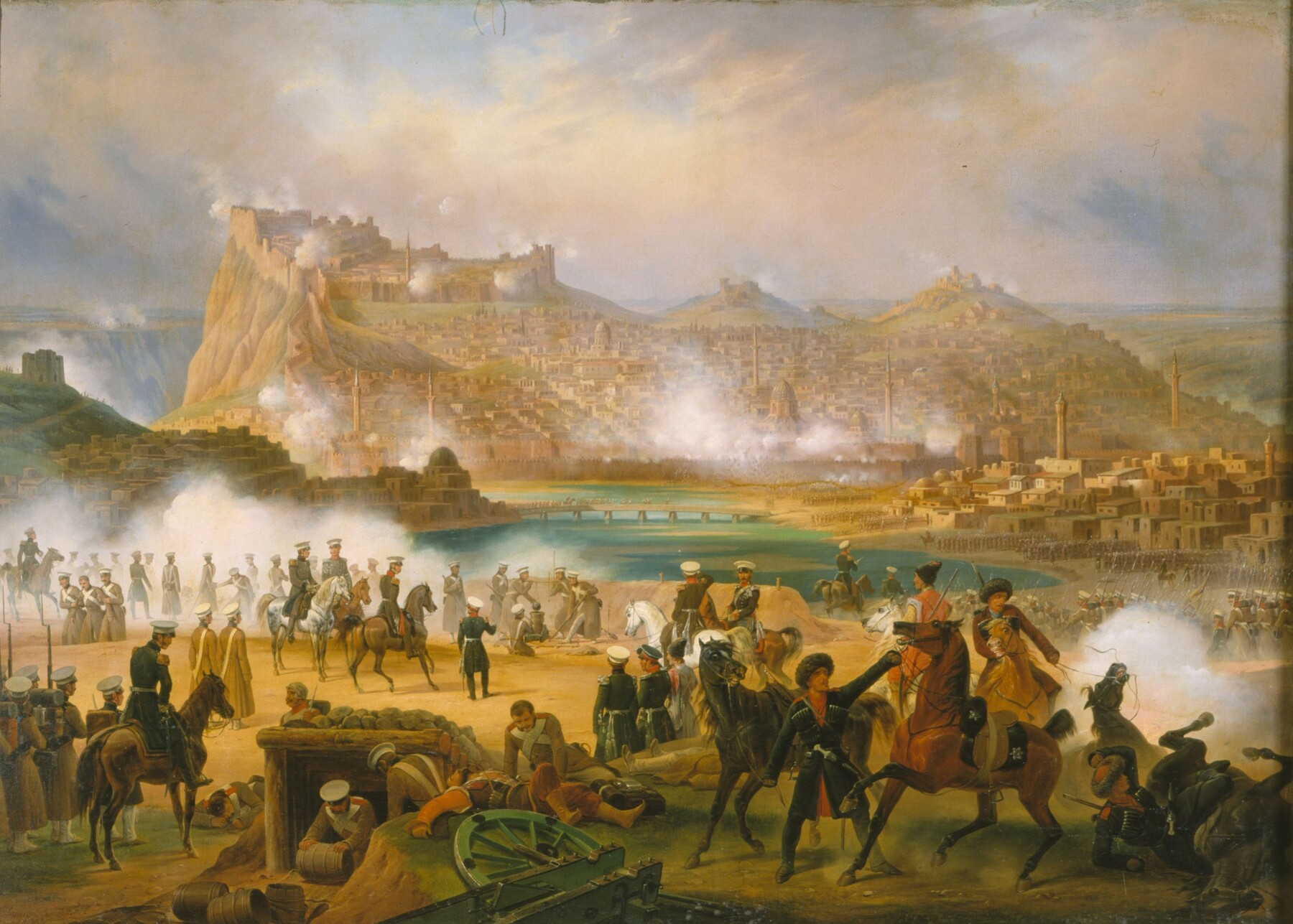
ロシア軍によるカルス包囲（1828年）

1807年にはロシア帝国の攻撃に耐えたが抵抗をつづけた。1821年にはガージャール朝イランの最高指揮官であるアッバース・ミールザーがカルスを占領し、1823年まで続いたオスマン・イラン戦争の火種となった。1828年前半にロシアによるカルス包囲を受けた後、6月23日にはオスマン帝国がロシアのイヴァン・パスケーヴィチ将軍に対して降伏し、カルス在住の11,000人の男性が捕虜となった。戦争終結後には外交上の理由でオスマン帝国に返還され、ロシアは国境近くの要塞2つを得ただけだった。1853年に勃発したクリミア戦争中にはコーカサス攻略の拠点として、フェンウィック・ウィリアムズなどのイギリス人将校に率いられたオスマン軍の守備隊が駐留していた。しかし、11月30日のシノープの海戦で主な補給線を断たれてしまい、さらに駐屯地にはコレラが蔓延したため、1855年6月から11月まで続いたカルス包囲戦の結果、11月にニコライ・ムラヴィヨフ将軍率いるロシア軍の軍門に下った。パリ講和会議ではセヴァストポリとの交換でカルスがオスマン帝国に返還されるが、オスマン帝国をはじめとする諸国は戦勝国としての立場を事実上失った。
1877年から1878年の露土戦争中のカルスの戦いの際、ロリス・メリコフ将軍とイヴァン・ラザレフ将軍によって率いられたロシア軍によって再び要塞が襲撃され、カルスはロシア軍に占領された。戦後のサン・ステファノ条約によって、カルス、アルダハン、アラシュケルト、ドゥバヤズィトはロシアに併合され、南コーカサス南西端部にあるカルス州（県）の州都となった。これを記念してロシア人作曲家のモデスト・ムソルグスキーは荘厳行進曲『カルスの奪還』を書いている。カルス州はカルス、アルダハン、カウズマン、オルトゥなどからなっていた。サン・ステファノ条約が修正されたベルリン条約ではドゥバヤズィトがオスマン帝国に返還されている。1878年から1881年の間には、かつてオスマン帝国が支配していた領土から82,000人以上のイスラーム教徒がオスマン帝国内に移り住んだ。このうちカルスからは11,000人以上がオスマン帝国内に移り住んでいる。同時期には多くのアルメニア人やポントス人（ギリシャ系コーカサス人）が、オスマン帝国や南コーカシアの他地域からこの地域にやってきた。ロシアの国勢調査によると、1897年のカルスにはアルメニア人が49.7%、ロシア人が26.3%、ギリシャ系が11.7%、ポーランド人が5.3%、トルコ人が3.8%だった。

### 第一次世界大戦

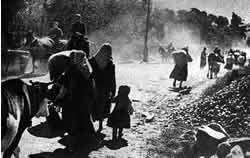
トルコ軍による征服後にカルスから逃れるアルメニアの民間人

第一次世界大戦中の1915年初頭、オスマン帝国軍がカフカース戦線中のサルカムシュの戦いで敗北すると、カルスの征服が主要な目的の一つとなった。1918年3月3日のブレスト＝リトフスク条約で、ロシアはオスマン帝国に対してカルス、アルダハン、バトゥミを割譲し、露土戦争で獲得した領土を失った。カルスはアルメニア人ゲリラや非ボリシェヴィキのロシア軍の実効支配下にあったが、4月25日にはオスマン帝国軍によって占領された。グルジア人はカルスを手放す代わりにバトゥミをロシアに残そうとしたが、オスマン帝国との交渉は失敗に終わった。10月のムドロス休戦協定では戦争前の前線まで退却することが必要とされたため、1919年1月にアルメニア民主共和国軍が反撃し、アルメニア人がカルスを占領した。4月19日にイギリス軍＝アルメニア軍の共同作戦がその指導者を逮捕してマルタ島に送還するまで、カルスには親トルコの市政府が残った。5月にはアルメニアの完全な管轄下に戻り、Vanand県の県都に選ばれた。
1920年夏にはオルトゥでトルコの革命家集団とアルメニア国境部隊の小競り合いが起こった。その年の秋にはキャーズム・カラベキル将軍に率いられたトルコ軍4師団がアルメニア共和国に侵攻し、トルコ＝アルメニア戦争の引き金となった。カルスの街は長期間の包囲にも耐えられるように強化されていたが、1920年10月30日にトルコ軍がカルスを占領し、アルメニア人が虐殺された。1920年12月2日にはアルメニアとトルコの代表者によってアレクサンドロポリ条約が締結され、アルメニアはセーヴル条約で得た領域をすべて返還することを余儀なくされた。ボリシェヴィキがアルメニアに進軍した後、1921年10月23日にはアレクサンドロポリ条約の代わりにトルコとソ連の間でカルス条約が締結された。この条約ではカルス地方、ウードゥル地方、アルダハン地方をトルコに主権下とすることと引き換えに、アジャリアのソ連への併合を認めている。この条約によって今日のトルコとアルメニアの国境線が確定した。

### 現代
第二次世界大戦後、ソ連はカルス条約の締結を撤回しようと試みており、ヨシフ・スターリンはカルスとアルダハンの返還を要求した。1945年6月7日、ソ連のヴャチェスラフ・モロトフ外務大臣は在モスクワのトルコ大使セリム・サーパーに対して、「これらの地域はグルジア共和国とアルメニア共和国のためにソ連に返還されるべきである」と伝えた。トルコはソ連と良好な関係を築くことを望んでいたが、それと同時に領土を放棄することは拒否した。トルコは第二次世界大戦後に超大国として台頭していたソ連と戦える状態にはなかった。1945年秋、コーカサスに駐留するソ連軍はトルコへの侵攻を可能とする準備を命じられた。イギリスのウィンストン・チャーチル首相はソ連によるこれらの地域の領有権の主張に反対したが、アメリカ合衆国のハリー・トルーマン大統領は当初、この問題に当事者以外が関与すべきでないと感じていた。しかしソ連とアメリカ合衆国の間で冷戦が始まると、アメリカ合衆国はトルコをソ連の拡大に反対する有益な同盟国とみなし、トルコに対する財政的・軍事的な支援を開始した。1948年までに、ソ連はカルスや他地域に対する領有権の主張をやめた。

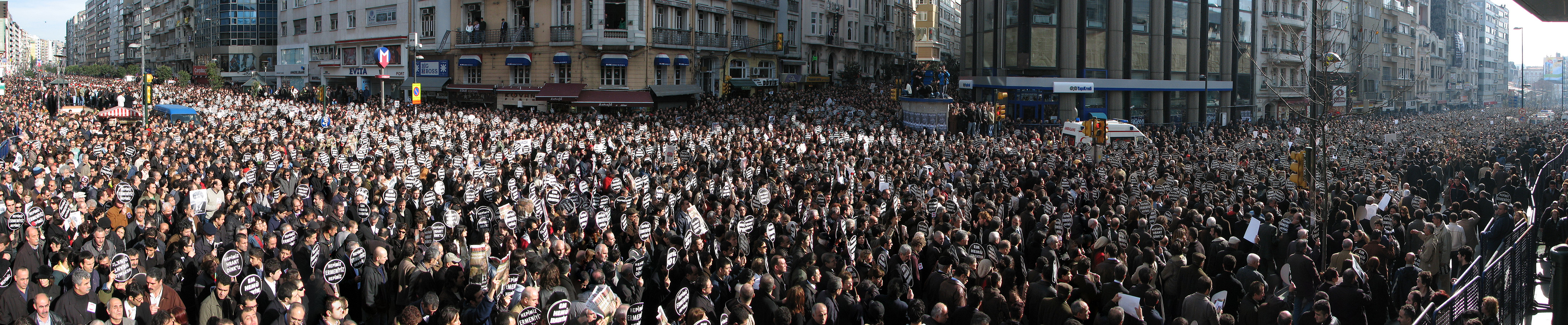
トルコとアルメニアの和解を訴え続けたフラント・ディンクの暗殺に抗議して行進する人々

ナゴルノ・カラバフ戦争中にアルメニア軍がアゼルバイジャンのKelbajar地区を支配下に置いたことに抗議して、1993年4月、トルコはカルス近郊にあるトルコ＝アルメニア国境を封鎖した。これ以来、トルコとアルメニアの間の国境は封鎖されたままである。2006年、元カルス市長のNaif Alibeyoğluは地元経済の後押しや町の活性化のために国境を開くと発言した。しかし、国境を開くことに反対する地元住民からの抵抗や圧力があり、2009年には二国間の外交関係を築くことが不成功に終わった。アゼルバイジャンやアゼルバイジャン人が20%を占める地元住民からの圧力を受けて、2010年と2011年にトルコのアフメト・ダウトオール外務大臣は「アルメニアとの国境を開くなどということは問題外である」と表明した。このように、国境は依然として封鎖されたままである。

## 人口
2011年の統計年鑑によると、大都市への流出が原因でこの地域の人口は減少している。イスタンブールという一都市だけでも、269,388人のカルス出身者が暮らしている。
| 年   | 合計   | トルコ人      | アルメニア人   | その他                                                                                    |
| ---- | ------ | ------------- | -------------- | ----------------------------------------------------------------------------------------- |
| 1878 | 4,244  | 2,835 (66.8%) | 1,031 (24.4%)  | ギリシャ系378 (8.9%)                                                                      |
| 1886 | 3,939  | 841 (21.4%)   | 2,483 (63%)    | ギリシャ系322 (8.2%), ロシア人247 (6.3%)                                                  |
| 1897 | 20,805 | 786 (3.8%)    | 10,332 (49.7%) | ロシア人5,478 (26.3%), ポーランド人1,084 (5.2%), ギリシャ系733 (3.5%), タタール486 (2.3%) |
| 1913 | 12,175 |               |                |                                                                                           |
| 1970 | 54,000 |               |                |                                                                                           |
| 1990 | 78,455 |               |                |                                                                                           |
| 2000 | 78,473 |               |                |                                                                                           |
| 2013 | 78,100 |               |                |                                                                                           |

## 気候
カルスは湿潤大陸性気候であり、ケッペンの気候区分ではDfbである。黒海・カスピ海・地中海などの海から遠く離れており、比較的高緯度の高地にあるため、夏季と冬季の気温差が大きく、昼間と夜間の気温差も大きい。概して夏季は短くて暖かく、夏季の夜間は涼しい。8月の平均最高気温は摂氏約26度である。冬季はとても寒く、1月の平均最低気温は摂氏マイナス16度となる。もっとも寒い時期には摂氏マイナス35度にまで落ち込むこともある。冬季の約4か月間は積雪が続く。カルス県の中では比較的穏やかな気候である。
| カルスの気候                                                                          | カルスの気候  | カルスの気候  | カルスの気候  | カルスの気候 | カルスの気候 | カルスの気候 | カルスの気候 | カルスの気候 | カルスの気候 | カルスの気候 | カルスの気候  | カルスの気候  | カルスの気候   |
| 月                                                                                    | 1月           | 2月           | 3月           | 4月          | 5月          | 6月          | 7月          | 8月          | 9月          | 10月         | 11月          | 12月          | 年             |
| ------------------------------------------------------------------------------------- | ------------- | ------------- | ------------- | ------------ | ------------ | ------------ | ------------ | ------------ | ------------ | ------------ | ------------- | ------------- | -------------- |
| 最高気温記録 °C （°F）                                                                | 8.4 (47.1)    | 12.0 (53.6)   | 18.8 (65.8)   | 25.0 (77)    | 27.0 (80.6)  | 31.4 (88.5)  | 35.4 (95.7)  | 35.4 (95.7)  | 32.6 (90.7)  | 26.8 (80.2)  | 21.9 (71.4)   | 15.6 (60.1)   | 35.4 (95.7)    |
| 平均最高気温 °C （°F）                                                                | −4.6 (23.7)   | −2.6 (27.3)   | 3.3 (37.9)    | 11.6 (52.9)  | 16.5 (61.7)  | 21.1 (70)    | 25.7 (78.3)  | 26.3 (79.3)  | 22.2 (72)    | 15.0 (59)    | 6.4 (43.5)    | −1.4 (29.5)   | 11.63 (52.93)  |
| 平均最低気温 °C （°F）                                                                | −15.9 (3.4)   | −14.3 (6.3)   | −7.5 (18.5)   | −0.1 (31.8)  | 3.8 (38.8)   | 6.8 (44.2)   | 10.0 (50)    | 9.9 (49.8)   | 5.4 (41.7)   | 0.6 (33.1)   | −5.0 (23)     | −11.7 (10.9)  | −1.5 (29.29)   |
| 最低気温記録 °C （°F）                                                                | −36.6 (−33.9) | −33.1 (−27.6) | −30.2 (−22.4) | −18.4 (−1.1) | −6.0 (21.2)  | −2.8 (27)    | 1.2 (34.2)   | 1.6 (34.9)   | −4.2 (24.4)  | −15.8 (3.6)  | −29.4 (−20.9) | −30.4 (−22.7) | −36.6 (−33.9)  |
| 降水量 mm （inch）                                                                    | 19.5 (0.768)  | 22.1 (0.87)   | 28.8 (1.134)  | 52.1 (2.051) | 78.9 (3.106) | 72.0 (2.835) | 55.4 (2.181) | 40.5 (1.594) | 27.9 (1.098) | 41.5 (1.634) | 26.7 (1.051)  | 21.1 (0.831)  | 486.5 (19.153) |
| 出典：http://meteor.gov.tr/veridegerlendirme/il-ve-ilceler-istatistik.aspx?m=KARS#sfB |               |               |               |              |              |              |              |              |              |              |               |               |                |

## 交通

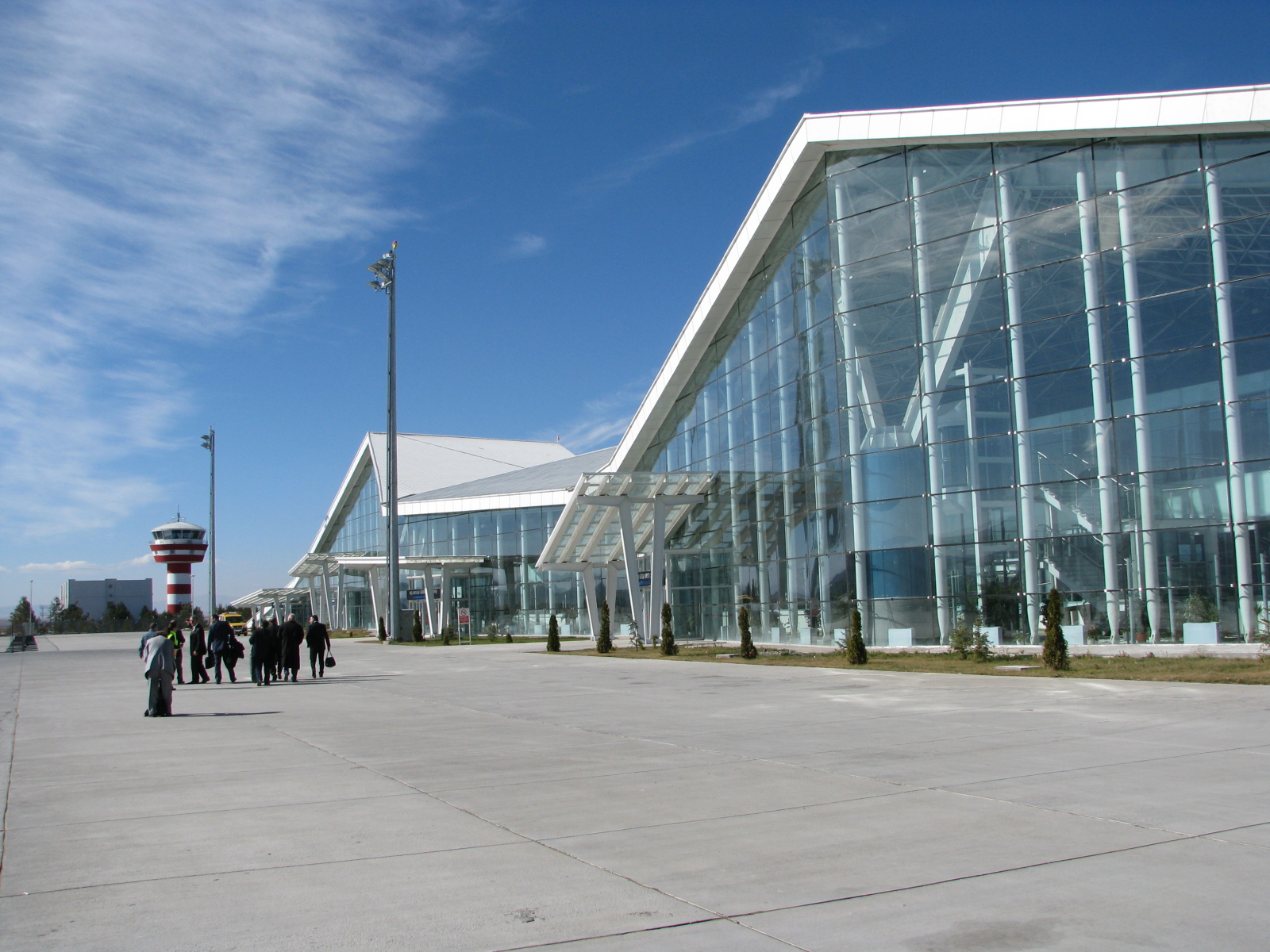
カルス空港

カルスからは南西200kmにあるエルズルムに幹線道路が伸びている。北80kmにあるアルダハンや南東130kmにあるウードゥルに至る道路は少ない。

### 航空
1988年にはカルス市街地から6km南に、3,500mの滑走路1本を持つカルス空港が建設された。カルス空港からはアンカラ、イスタンブール、イズミルに直行便が飛んでいる。アール、アルダハン、アルトヴィン、ウードゥルなど、カルス以外にもトルコ北東部のあらゆる都市にとって重要な空港である。
2006年の発着回数は2,352回であり、旅客数は270,052人だった。旅客ターミナルは1,695 m2 (18,240 sq ft)の広さを持ち、駐車場には100台が駐車できる。2007年春から夏にかけての数か月には改修工事のために空港自体が閉鎖され、2007年10月22日に再開業した。建築家のYakup Hazanが新ターミナルのデザインを手がけた。
| 航空会社                                   | 就航地                                         |
| ------------------------------------------ | ---------------------------------------------- |
| ペガサス航空                               | イスタンブール＝サビハ・ギョクチェン           |
| サンエクスプレス                           | イズミル                                       |
| ターキッシュ エアラインズ                  | イスタンブール＝アタテュルク                   |
| ターキッシュ エアラインズ 運航はAnadoluJet | アンカラ, イスタンブール＝サビハ・ギョクチェン |

| 年   | 国内線  | 変動率 | 国際線 | 変動率 | 合計    | 変動率 |
| ---- | ------- | ------ | ------ | ------ | ------- | ------ |
| 2011 | 337,036 | 2.0%   |        | 100.0% | 337,036 | 1.0%   |
| 2010 | 329,809 | 15,0%  | 2,475  | 16,0%  | 332,284 | 15,0%  |
| 2009 | 285,880 | 7.1%   | 2,128  | 3.5%   | 288,008 | 7.0%   |
| 2008 | 267,038 | 180.0% | 2,057  | 増加   | 269,095 | 182.0% |
| 2007 | 95,421  |        | -      |        | 95,421  |        |

出典: DHMI

### 鉄道

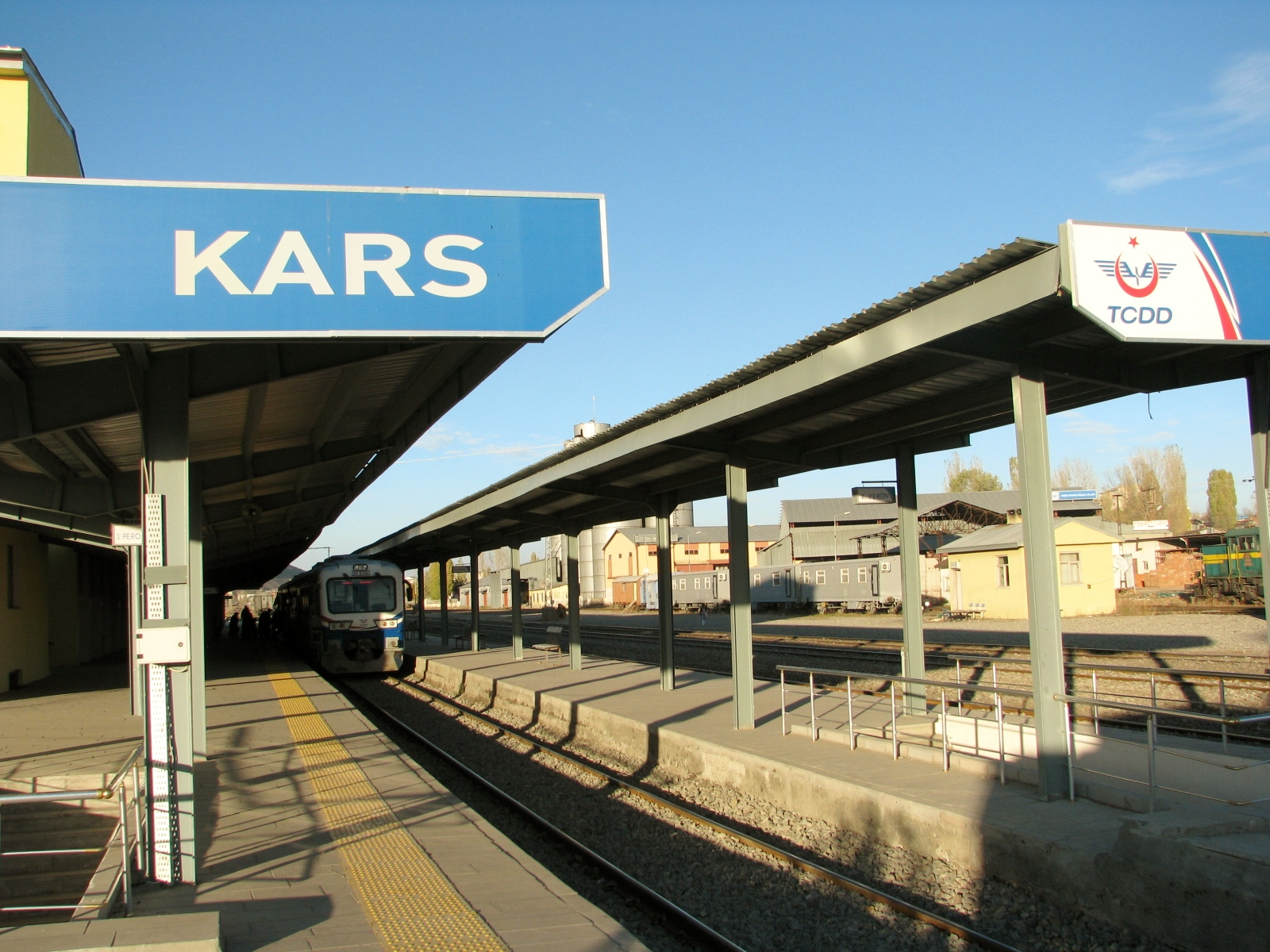
カルス駅

トルコ国鉄(TCDD)のカルス駅があり、カルスとエルズルムを結ぶ鉄道が運行されている。1936年から、イスタンブール＝カルス間1,944kmを約32時間かけて結ぶ寝台急行列車Doğu Ekspresiも運行されている。（アンカラ＝イスタンブール間の高速鉄道の開業に伴い Doğu Ekspresi の運行区間はアンカラ＝カルス間に変更されている。）カルスとエルズルムを結ぶ路線は、カルスがロシア帝国の領土だった時に狭軌で敷かれた路線である。

#### カルス＝ギュムリ＝トビリシ鉄道
ロシア帝国時代の1899年には、カルス＝ギュムリ＝トビリシ鉄道が開通した。ソ連時代にはトルコとソ連を直接結んでいる唯一の鉄道であり、アルメニアとソ連の他地域を結んでいる2つの主要路線のうちのひとつであった。この路線は敵対するトルコとアルメニアの国境を跨いでいるため、ナゴルノ・カラバフ戦争中の1993年4月から封鎖されている。トルコ＝アルメニア間の線路が長らく封鎖されているため、カルスからアルメニアを経由せずに直接アゼルバイジャンに入るカルス＝トビリシ＝バクー鉄道の構想が浮上した。

#### バクー＝トビリシ＝カルス鉄道

バクー＝トビリシ＝カルス鉄道

トルコ＝ジョージア＝アゼルバイジャンの三か国を鉄道で結ぶことを意図して、2010年にはバクー＝トビリシ＝カルス鉄道と呼ばれる新線の建設が開始された。この路線はカルスとジョージアのアハルカラキを結んでおり、列車はそこからジョージアの首都トビリシや、アゼルバイジャンの首都バクーに至る。
当初は2010年までに完成する予定だったが、その後完成予定が2013年に延期された。2014年2月にはアゼルバイジャンの交通大臣であるZiya Mammadovが、2015年後半までこの計画が完了しないだろうと述べた。2015年9月には2016年のある時期までサービスを開始しないことが発表された。2016年2月に行われた5回目の三か国会議では、2017年にはついにこの鉄道路線が完成すると第5回三か国外務大臣会合で発表され、2017年10月30日に開業した。
カルス＝トビリシ＝バクーを結ぶ鉄道路線の計画は、中央アジアや中国とヨーロッパを結ぶ輸送回廊を完成させることを意図している。2015年末時点でもすでに、韓国から中国＝カザフスタン＝アゼルバイジャン＝ジョージアを経由してイスタンブールに至る貨物列車は、海路よりも短い15日間でこの区間を走行することができた。この路線で年間650万トンの貨物を輸送する計画があり、長期的な目標としては1,700万トンの貨物を輸送することを目指している。

## 文化

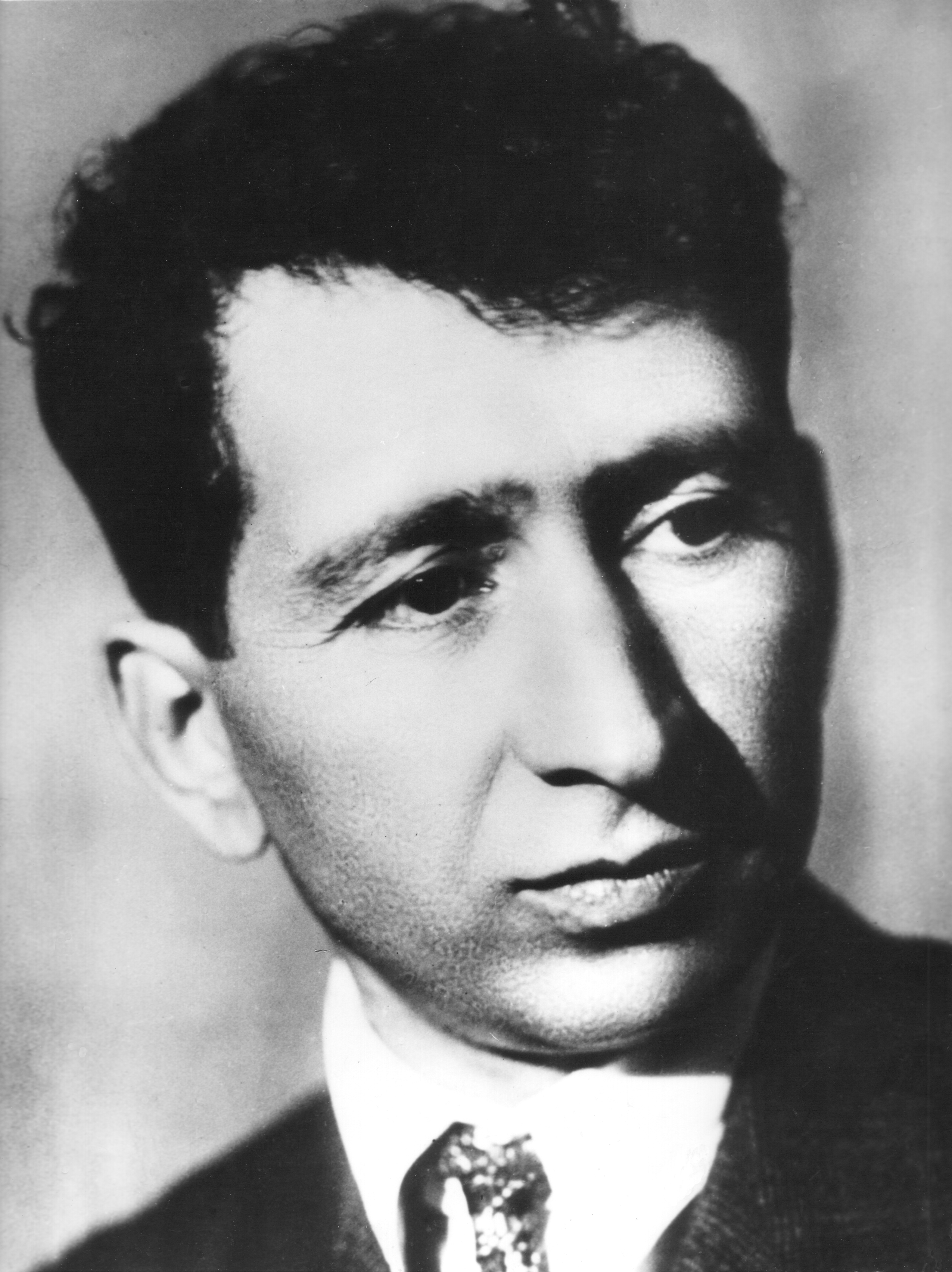
カルス出身の詩人イェギシェ・チャレンツ

ロシアの作曲家モデスト・ムソルグスキーはオスマン帝国からのカルスの奪還を祝って、1880年に行進曲『カルスの奪還』を作曲した。
ロシア時代にカルスに生まれたアルメニアの詩人イェギシェ・チャレンツは、1923年の小説『ナイリの地』をトルコに割譲された故郷カルスの民衆に捧げられている。
2002年にはトルコ人小説家のオルハン・パムクが、カルスを舞台とする『雪』（原題 : トルコ語: Kar）という小説を書いた。2004年には英語版が刊行され、2007年にはドイツ語版が刊行されている。
レハ・エルデム監督による2010年のドラマ映画Kosmosはカルス周辺で撮影された。この作品はエレバン国際映画祭で作品賞を受賞している。

### 教育
1992年にはカルス市街地の3.5km南西に、公立のカフカス大学が開学した。カフカス大学は6つの学部、3つの研究所、3つのカレッジ、4の専門学校を有している。学部には獣医学部、科学・文学部、経済学・経営学・政治学・行政学部、教育学部、医学部、工学・建築学部がある。

### スポーツ
1967年にはサッカークラブのカルスSKが設立された。財政面での問題や自治体からの支援の欠如などの問題があり、一度は活動を終了したが、1995年に再設立された。長らくアマチュアリーグに在籍した後、2004-05シーズン終了後には全国4部に相当するTFF3.リグに昇格、2007-08シーズン終了後には全国3部に相当するTFF2.リグに昇格した。スタジアムの収容人数は4,745人である。
かつてカルスではバンディ（アイスホッケーに似た氷上球技）が行われていたことがある。

## 出身者
- アバス1世（英語版）（10世紀） : バグラトゥニ朝アルメニアの君主。
- Atrpet（英語版） (1860–1937) : アルメニアの小説家・著作家。
- ハイラニディル・カディネフェンディ（英語版） (1846–1898) : オスマン帝国第32代皇帝アブデュルアズィズの妻。第29代カリフアブデュルメジト2世の母。
- ゲオルギイ・グルジエフ(1866-1949) : アルメニアの思想家・芸術家。少年時代を過ごした。
- İbrahim Aydın（英語版） (1874–1948) : アルメニアの軍人・官僚。
- ヴァルラーム・アヴァネソフ (1884-1930) : アルメニアのボリシェヴィキの政治家。
- イワン・イサコフ (1894–1967) : アルメニア・ソビエト社会主義共和国軍司令官。ソ連海軍提督。
- イェギシェ・チャレンツ (1897–1937) : アルメニアの詩人。
- Emine Evdal（英語版）(1906-1964) : クルド人著作家・言語学者・詩人。
- Qanate Kurdo（英語版）(1909-1985) : クルド人著作家・言語学者・学者。
- Hovhannes Zardaryan（英語版） (1918–1992) : アルメニア共和国の画家。
- Murat Çobanoğlu（トルコ語版）(1940-2005) : トルコの民俗音楽家。
- ヤブズ・ビンギョル（英語版）(1964-) : トルコの民俗音楽家・俳優。
- Tamer Karadağlı（英語版）(1967-) : トルコの俳優。
- チャーラ・シケル（トルコ語版）(1979-) : トルコの女優・モデル。1997年のミス・トルコ（英語版）。アゼルバイジャン系。
- ケリメ・アイドゥン・チェティンカヤ（英語版） (1982-) : トルコの女子クロスカントリースキー選手。
- グーカン・サキ(1983-) : オランダのキックボクサー。カルスからオランダへの移民2世。
- グルスム・タタール（英語版） (1985-) : トルコの女子ボクシング選手。

## 姉妹都市
カルスは以下の町と姉妹都市提携を結んでいる。
| - ブルサ、トルコ - エディルネ、トルコ - ギャンジャ、アゼルバイジャン | - クタイシ、ジョージア - キルケネス、ノルウェー - ヴェセル、ドイツ |